# Тиме, Яна
Яна Тиме (нем. Jana Thieme; род. 6 июля 1970, Бесков, Бранденбург), в замужестве Улльрих (нем. Ullrich) — немецкая гребчиха, выступавшая за сборные ГДР и объединённой Германии по академической гребле в 1980-х и 1990-х годах. Чемпионка летних Олимпийских игр в Сиднее, шестикратная чемпионка мира, победительница многих регат национального и международного значения.

## Биография
Яна Тиме родилась 6 июля 1970 года в городе Бесков, ГДР. Проходила подготовку в Галле в местном гребном клубе «Бёлльберг-Нельсон». Была подопечной тренеров Бернда Линдера и Ютты Лау.
Впервые заявила о себе в гребле в 1987 году, выиграв золотую медаль в парных четвёрках на чемпионате мира среди юниоров в Кёльне. Год спустя на юниорском мировом первенстве в Милане одержала победу в одиночках.
Первого серьёзного успеха на взрослом международном уровне добилась в сезоне 1989 года, когда вошла в основной состав восточногерманской национальной сборной и побывала на чемпионате мира в Бледе, где завоевала золотую медаль в программе парных четвёрок.
Начиная с 1991 года выступала за сборную объединённой Германии, в частности в этом сезоне отметилась победой в одиночках на этапе Кубка мира в Люцерне и съездила на мировое первенство в Вену, где заняла в той же дисциплине шестое место.
Присутствовала в качестве запасной спортсменки на летних Олимпийских играх 1992 года в Барселоне, но её участие здесь не потребовалось.
В 1993 году в одиночках одержала победу на чемпионате мира в Рачице.
В 1994 году побывала на мировом первенстве в Индианаполисе, откуда привезла награду бронзового достоинства, выигранную в зачёте парных двоек — в решающем финальном заезде уступила только экипажам из Новой Зеландии и Канады.
На чемпионате мира 1995 года в Тампере была лучшей в парных четвёрках.
Благодаря череде удачных выступлений удостоилась права защищать честь страны на Олимпийских играх 1996 года в Атланте, однако попасть здесь в число призёров не смогла — вместе с напарницей Мануэлой Лутце показала в парных двойках лишь пятый результат.
После атлантской Олимпиады Тиме осталась в основном составе немецкой национальной сборной на ещё один олимпийский цикл и продолжила принимать участие в крупнейших международных регатах. Так, в 1997 году она добавила в послужной список золотую медаль, полученную в парных четвёрках на мировом первенстве в Эгбелете.
На домашнем чемпионате мира 1998 года в Кёльне вновь взяла золото в четвёрках.
В 1999 году в двойках победила на мировом первенстве в Сент-Катаринсе, став таким образом шестикратной чемпионкой мира по академической гребле. 
Находясь в числе лидеров гребной команды Германии, благополучно прошла отбор на Олимпийские игры 2000 года в Сиднее — на сей раз в паре с Катрин Борон обошла всех своих соперниц в зачёте парных двоек и тем самым завоевала золотую олимпийскую медаль.
Вскоре по окончании сиднейской Олимпиады приняла решение завершить спортивную карьеру.